# Adolf Göller

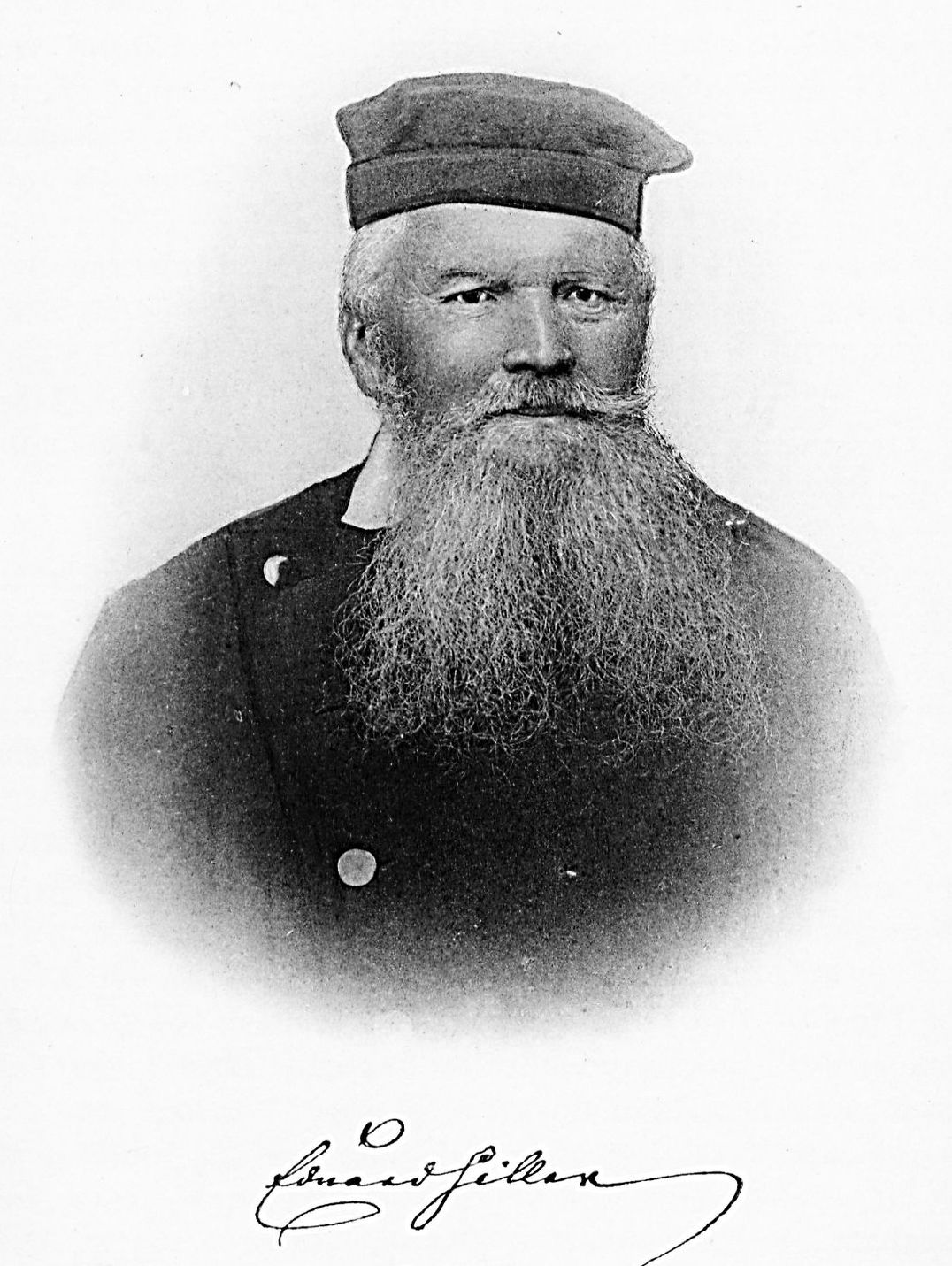
Adolf Göller

Adolf Göller (* 7. März 1846; † 12. Oktober 1902) war ein deutscher Architekt und Hochschullehrer, der in jungen Jahren als Mitarbeiter beim Bau der Karpatenbahn und der Gotthardbahn hervortrat.

## Leben
Göller war in seiner Anfangszeit beim Bau der Karpatenbahn in Ungarn und beim Bau der Gotthardbahn in der Schweiz tätig. 1877 wurde er als Professor für Hochbaufächer an die Technische Hochschule Stuttgart berufen.
Göller war seit 1872 verheiratet mit Emma, geb. Leins. Aus der Ehe gingen zwei Töchter und ein Sohn hervor. Göller wurde auf dem Fangelsbachfriedhof in Stuttgart begraben.

## Schriften (Auswahl)
- Zur Aesthetik der Architektur. Vorträge und Studien. Wittwer, Stuttgart 1887.
- Was ist Wahrheit in der Architektur? (Text von 1887) In: Fritz Neumeyer u. a. (Hrsg.): Quellentexte zur Architekturtheorie. Prestel, München 2002, ISBN 3-7913-2602-3, S. 282–299.
- Die Entstehung der architektonischen Stilformen. Eine Geschichte der Baukunst nach dem Werden und Wandern der Formgedanken. Wittwer, Stuttgart 1888.
- Gesimse. In: Handbuch der Architektur, Teil 3, Band 2, Heft 3 Raumbegrenzende Konstruktionen, Ban. 2 Einfriedungen, Brüstungen und Geländer, Balcons, Altane und Erker. Bergsträsser, Darmstadt 1891.
- Lehrbuch der Schattenkonstruktion und Beleuchtungskunde. Paul Neff Verlag, Stuttgart 1895. (Digitalisat)
- Das ästhetische Gefühl. Eine Erklärung der Schönheit und Zergliederung ihres Erfassens auf psychologischer Grundlage. Zeller & Schmidt, Stuttgart 1905.